# Louis Gabriel Ambroise de Bonald
Louis Gabriel Ambroise, vescomte De Bonald (Millau, 2 d'octubre del 1754 - 23 de novembre de 1840). Polític, filòsof, escriptor i publicista francès, un dels exponents més importants del pensament catòlic tradicionalista dels anys que segueixen la Revolució Francesa.
Fou un ferotge defensor de la monarquia i el catolicisme papal, esdevenint la veu principal dels ultra-legitimistes sorgits del Congrés de Viena del 1815. En les seues obres sempre va atacar tots els "invents" de la il·lustració com el Contracte social de Rousseau i les innovacions politicosocials de la Revolució com ara la Declaració dels Drets de l'Home i del Ciutadà considerant-los artificials, per apostar a una tornada a les antigues autoritats de la monarquia i la religió.

## Pensament
Bonald és considerat, junt amb De Maistre, un dels teòrics més importants del tradicionalisme reaccionari, ja que mantenia una mirada aferrada a l'Antic Règim. Segons el seu pensament, la societat troba tots els seus fonaments en el poder, que té origen Diví. La monarquia preexisteix a la societat, ja que la constitueix i la preserva gràcies als seus ineludibles valors i poders que serveixen per a definir la mateixa societat. Per això, tant les arts, com el llenguatge i els coneixements han de tenir el seu origen en les revelacions primitives de la divinitat.
La doctrina de Bonald va contribuir a sostenir el procés de Restauració borbònica que va experimentar França entre el 1815 i 1830 i en general a Europa entre els anys 1814 i 1848. Va participar en l'administració de Lluís XVIII, ocupant càrrecs de confiança i de censura i també al ressorgiment de la figura del papat en el segle xix.
Louis de Bonald va ser una de les fonts d'inspiració d'Auguste Comte i, per tant, considerat un dels precursors de la sociologia.

## Obres
- 1796 : Théorie du pouvoir politique et religieux
- 1800 : Essai analytique sur les lois naturelles de l'ordre social
- 1801 : Du divorce considéré au XIXe siècle
- 1802 : Législation primitive (3 volumes)
- 1817 : Pensées sur divers sujets
- 1818 : Recherches philosophiques sur les premiers objets des connaissances morales
- 1815 : Réflexions sur l'intérêt général de l'Europe
- 1818 : Observations sur un ouvrage de Madame de Staël
- 1819 : Mélanges littéraires, politiques et philosophiques
- 1830 : Démonstration philosophique du principe constitutif de la société
- 1821 : Législation primitive considérée par les lumières de la raison (3 volumes)
- 1821 : Opinion sur la loi relative à la censure des journaux
- 1825 : De la chrétienté et du christianisme
- 1826 : De la famille agricole et de la famille industrielle
- 1834 : Discours sur la vie de Jésus-Christ
- 1840-43 et 1859 : Œuvres complètes (7 volumes)